# Mary Poppins (musical)
Mary Poppins es un musical con libreto de Julian Fellowes, música y letras de Robert B. Sherman y Richard M. Sherman, y canciones adicionales de George Stiles y Anthony Drewe. Está basado en la serie de libros de P. L. Travers sobre el personaje del mismo nombre y en la película de Disney de 1964, combinando elementos de ambas.
Producido por Disney Theatrical en asociación con Cameron Mackintosh y codirigido por Richard Eyre y Matthew Bourne, el espectáculo debutó en 2004 en el West End londinense y dos años después dio el salto a Broadway, obteniendo múltiples reconocimientos entre los que se incluyen dos premios Olivier y un Tony. Desde entonces también ha podido verse en numerosos países a lo largo de todo el mundo.

## Desarrollo
En 1993, el productor teatral Cameron Mackintosh se reunió con P. L. Travers y consiguió convencerla para que autorizase convertir su serie de libros sobre Mary Poppins en un musical. Debido a su disconformidad con la versión cinematográfica de 1964, Travers impuso la condición de que solo creativos ingleses y nadie directamente involucrado en la película de Disney participasen en el desarrollo del espectáculo. Tras la muerte de Travers, Mackintosh inició conversaciones con Thomas Schumacher, presidente de Disney Theatrical, para una posible colaboración entre ambos y así poder utilizar las canciones de los hermanos Sherman. Con el acuerdo de las dos partes, un primer boceto del libreto vio la luz en 2002.
Por aquel entonces, los británicos George Stiles y Anthony Drewe oyeron hablar del proyecto y decidieron componer una canción de presentación para el personaje de Mary Poppins titulada «Practically Perfect». Grabaron una maqueta y se la enviaron a Mackintosh, quien quedó encantado e inmediatamente los reclutó para que se hiciesen cargo de las nuevas canciones del musical. La escritura del libreto le fue confiada al actor y guionista Julian Fellowes debido a su «clara comprensión de las sutilezas sociales del sistema de clases inglés que prevalecía en la época eduardiana». Otros profesionales contratados para incorporarse al equipo creativo fueron Richard Eyre, multipremiado director con experiencia en cine, teatro y ópera, y Bob Crowley, diseñador de vestuario y escenografía que previamente había trabajado con la Royal Shakespeare Company, el Royal National Theatre, el Royal Ballet y la Royal Opera, y que hasta la fecha acumula seis premios Tony por su labor en diferentes montajes de Broadway.
A finales de 2003 tuvo lugar un workshop en la sala de ensayos del Old Vic de Londres, utilizando el reparto de la producción de My Fair Lady (también de Mackintosh) que recientemente se había representado en el Theatre Royal, Drury Lane del West End. Los ensayos comenzaron en agosto de 2004, en el Sadler's Wells Theatre de Islington, y se prolongaron durante cuatro semanas antes de que la compañía partiese hacia Brístol para preestrenar el musical allí.

## Producciones

### West End
2004
Antes de su llegada al West End, Mary Poppins debutó a modo de prueba en el Bristol Hippodrome, donde se representó por temporada limitada entre el 18 de septiembre y el 6 de noviembre de 2004, siendo la primera vez que un musical de Disney Theatrical se estrenaba mundialmente en Reino Unido.
La première oficial en Londres tuvo lugar el 15 de diciembre de 2004 en el Prince Edward Theatre, con un elenco encabezado por Laura Michelle Kelly como Mary Poppins, Gavin Lee como Bert, David Haig como George Banks, Linzi Hateley como Winifred Banks, Rosemary Ashe como Miss Andrew, Julia Sutton como la mujer de los pájaros, Jenny Galloway como Mrs. Brill, Gerard Carey como Robertson Ay, Melanie La Barrie como Mrs. Corry y Ian Burford como Almirante Boom.
Dirigido por Richard Eyre y Matthew Bourne, el montaje contó con coreografía del propio Bourne y Stephen Mear, diseño de escenografía y vestuario de Bob Crowley, diseño de iluminación de Howard Harrison, diseño de sonido de Andrew Bruce, orquestaciones de William David Brohn, supervisión musical de David Caddick y dirección musical de Nick Davies.
El espectáculo despertó cierta controversia cuando, poco después de su estreno, los productores Cameron Mackintosh y Thomas Schumacher dieron órdenes al personal del teatro de no dejar entrar a niños menores de tres años debido a la naturaleza oscura de algunas escenas. El veto se mantuvo durante toda la andadura del musical, que fue oficialmente calificado como «recomendado para mayores de siete años».
En la edición de 2005 de los Olivier, Mary Poppins fue nominado en nueve categorías, alzándose finalmente con los premios a la mejor coreografía y a la mejor actriz (Laura Michelle Kelly).
El 17 de marzo de 2005, Julie Andrews, la protagonista original de la película de 1964, asistió a una función como invitada especial. Durante los saludos finales, la actriz ofreció un discurso en el que compartió con el público sus propias experiencias del rodaje y elogió el trabajo de la compañía.
Mary Poppins se despidió definitivamente del West End el 12 de enero de 2008, después de más de tres años en cartel y 1 291 representaciones.
2019
El primer revival londinense levantó el telón el 13 de noviembre de 2019, con Zizi Strallen como Mary Poppins, Charlie Stemp como Bert, Joseph Millson como George Banks, Amy Griffiths como Winifred Banks, Claire Moore como Miss Andrew, Petula Clark como la mujer de los pájaros, Claire Machin como Mrs. Brill, Jack North como Robertson Ay, Malinda Parris como Mrs. Corry y Paul F. Monaghan como Almirante Boom.
El 16 de marzo de 2020, Mary Poppins se vio obligado a echar el cierre de manera provisional debido a la pandemia de COVID-19. Una vez que las circunstancias lo permitieron, el espectáculo reabrió sus puertas el 7 de agosto de 2021, permaneciendo en cartel hasta el 8 de enero de 2023.

### Broadway
El éxito obtenido en Londres propició el salto a Broadway, donde se estrenó oficialmente el 16 de noviembre de 2006 en el New Amsterdam Theatre, con funciones previas desde el 14 de octubre y un reparto formado por Ashley Brown como Mary Poppins, Gavin Lee repitiendo como Bert, Daniel Jenkins como George Banks, Rebecca Luker como Winifred Banks, Ruth Gottschall como Miss Andrew, Cass Morgan como la mujer de los pájaros, Jane Carr como Mrs. Brill, Mark Price como Robertson Ay, Janelle A. Robinson como Mrs. Corry y Michael McCarty como Almirante Boom.
La versión neoyorquina mantuvo el equipo creativo de su homóloga en el West End, con las incorporaciones de Steve C. Kennedy en el diseño de sonido y Brad Haak en la dirección musical. Además, se introdujeron algunos cambios en determinados pasajes, como un paraguas gigante emergiendo del suelo durante el número musical «Anything Can Happen» o una paleta cromática diferente en la puesta en escena de «Jolly Holiday», que pasó de los tonos grises a ser en completo technicolor. Posteriormente, estas modificaciones también fueron aplicadas en el montaje londinense.
Debido a la buena acogida del público, la producción logró recuperar su inversión inicial en tan solo 52 semanas, a pesar de que la crítica especializada la recibió con opiniones divididas, destacando sobre todo su despliegue técnico y su diseño de escenografía, que fue recompensado con un premio Tony.
El 12 de octubre de 2009 se produjo otro cambio importante cuando la canción «Temper, Temper» fue reemplazada por «Playing the Game», un nuevo tema de George Stiles y Anthony Drewe que ya había sido introducido en la gira norteamericana en marzo de ese mismo año.
Después de 2 619 funciones regulares y 30 previas, Mary Poppins dijo adiós a Broadway el 3 de marzo de 2013 para dar paso a Aladdin.

### Ciudad de México
El estreno mundial en idioma español tuvo lugar el 14 de noviembre de 2012 en el Centro Cultural de Ciudad de México, de la mano de Disney Theatrical, Cameron Mackintosh y OCESA. La puesta en escena mexicana, una réplica exacta del montaje original, contó con dirección de Richard Eyre y Matthew Bourne, coreografía de Matthew Bourne y Stephen Mear, diseño de escenografía y vestuario de Bob Crowley, diseño de iluminación de Natasha Katz, diseño de sonido de Gastón Briski, orquestaciones de William David Brohn, supervisión musical de David Caddick, adaptación del libreto y las letras de Erick Merino y dirección musical de Isaac Saúl. Anthony Lyn y Geoffrey Garratt fueron el director y coreógrafo asociados respectivamente, mientras que James Kelly se hizo cargo de la dirección residente.
Protagonizada por Bianca Marroquín como Mary Poppins, Mauricio Salas como Bert, Paco Morales como George Banks, Catalina Farías como Winifred Banks, Laura Cortés desdoblándose como Miss Andrew y la mujer de los pájaros, Alma Cristal como Mrs. Brill, Andrés Sáez como Robertson Ay, Paloma Cordero como Mrs. Corry y Sergio Carranza como Almirante Boom, la producción se mantuvo en cartel hasta el 11 de agosto de 2013, superando los 300 000 espectadores a lo largo de las más de 300 representaciones que se llevaron a cabo.
Con el cierre de Mary Poppins, OCESA puso fin a una etapa de catorce años en el Centro Cultural de Ciudad de México y trasladó su centro de operaciones al nuevo Teatro Telcel, también en la capital, donde debutó con el musical Wicked.

### Otras producciones
Mary Poppins se ha representado en países como Alemania, Australia, Austria, Canadá, Dinamarca, Emiratos Árabes, Estados Unidos, Estonia, Finlandia, Hungría, Irlanda, Islandia, Italia, Japón, México, Noruega, Nueva Zelanda, Países Bajos, Reino Unido, República Checa, Suecia o Suiza, y ha sido traducido a multitud de idiomas diferentes. En total ha sido visto por más de 11 millones de personas en todo el mundo.
Tras el cierre en Londres, el musical se embarcó en un tour nacional que dio comienzo el 4 de junio de 2008 en el Theatre Royal de Plymouth y finalizó el 18 de abril de 2009 en el Wales Millennium Centre de Cardiff. Caroline Sheen como Mary Poppins y Daniel Crossley como Bert lideraron el elenco de la gira, que presentó algunas modificaciones en la escenografía de Bob Crowley para adecuarla a teatros más pequeños. Desde entonces, el espectáculo ha recorrido Reino Unido e Irlanda en varias ocasiones.
La primera producción en lengua no inglesa fue la de Suecia, donde estuvo en cartel entre el 18 de octubre de 2008 y el 14 de marzo de 2009 en la Ópera de Gotemburgo. La adaptación sueca no fue una réplica del montaje original, sino que contó con un equipo creativo distinto.
Una gira por Norteamérica arrancó el 11 de marzo de 2009 en el Cadillac Palace Theatre de Chicago, protagonizada por Ashley Brown como Mary Poppins y Gavin Lee como Bert, y permaneció en la carretera durante más de cuatro años, concluyendo el 2 de junio de 2013 en el Alaska Center for the Performing Arts de Anchorage. La producción incorporó las mismas variaciones en la escenografía que el tour británico para poder representarse en espacios más reducidos y, además, fue la primera en incluir una nueva canción de George Stiles y Anthony Drewe titulada «Playing the Game», que reemplazó a «Temper, Temper». El 15 de noviembre de 2009, coincidiendo con la llegada de la gira al Ahmanson Theatre de Los Ángeles, Dick Van Dyke (Bert en la película) subió al escenario durante los saludos finales y elogió la actuación de Gavin Lee. Van Dyke volvió a hacer una colaboración estelar el 22 de enero de 2010 como parte de un evento benéfico del D23, esta vez realizando un cameo como Mr. Dawes Sr., su otro papel en la versión cinematográfica de 1964, que no aparece en el musical y fue añadido especialmente para la ocasión.
En Australia debutó el 29 de julio de 2010 en el Her Majesty's Theatre de Melbourne, con un reparto encabezado por Verity Hunt-Ballard como Mary Poppins y Matt Lee como Bert. El espectáculo se despidió de Melbourne el 1 de abril de 2011 y a continuación fue transferido al Capitol Theatre de Sídney entre el 5 de mayo y el 17 de diciembre de 2011, al Lyric Theatre de Brisbane entre el 5 de enero y el 17 de marzo de 2012, al Burswood Theatre de Perth entre el 31 de marzo y el 3 de junio de 2012, y al Civic Theatre de Auckland entre el 18 de octubre y el 30 de diciembre de 2012.
Antes de estrenarse la producción original mexicana, el tour norteamericano realizó una parada en el Auditorio Nacional de Ciudad de México entre el 18 de enero y el 5 de febrero de 2012, suponiendo la première de Mary Poppins en América Latina. Las funciones fueron en inglés con subtítulos en español proyectados en grandes pantallas.

## Cambios respecto a la película
La versión teatral de Mary Poppins no es una adaptación directa de la película de 1964, sino que combina elementos de esta junto a otros extraídos de los libros de P. L. Travers. Momentos tan conocidos del clásico de Disney como el baile de los pingüinos durante la canción «Jolly Holiday» o la secuencia del té en el techo de la casa del tío Albert son omitidos y, en su lugar, se incluyen conceptos de los cuentos originales como las estatuas vivientes del parque o la visita a la tienda de Mrs. Corry.
El musical presenta a los Banks como una familia disfuncional y acentúa el carácter travieso de Jane y Michael, quienes no dejan de pelear y contestar a los adultos durante toda la obra. Con el fin de corregir su conducta, Mary Poppins hace que el payaso Valentine y otros juguetes de la habitación cobren vida en una escena inspirada en el capítulo Bad Wednesday de los libros. Los juguetes reprenden a los niños y les dan una lección mientras interpretan el número musical «Temper, Temper», posteriormente reemplazado por «Playing the Game».
El personaje de George Banks está ampliado y se revela que tuvo una infancia difícil en la que creció bajo el cuidado de una aterradora institutriz, Miss Andrew, mientras era ignorado por sus padres. Ya de adulto, George vuelve a encontrarse con su antigua niñera cuando esta regresa para hacerse cargo de sus hijos. Miss Andrew es la antítesis de Mary Poppins y aboga por dar a los niños «azufre y melaza» antes que «una cucharada de azúcar». Por su parte, Winifred Banks no es retratada como una sufragista, sino como una antigua actriz que intenta satisfacer las expectativas de su marido. Otras diferencias respecto a la versión cinematográfica son la ausencia de la doncella Ellen y la inclusión del joven criado Robertson Ay, un personaje que ya aparecía en los cuentos de P. L. Travers. También se omiten los disparos de cañón del Almirante Boom, así como su ayudante Mr. Binnacle.
La secuencia en el banco donde trabaja George Banks cambia por completo en el musical. En lugar del caos originado por Michael cuando este se niega a invertir su único penique, se introduce un nuevo conflicto en el que participan dos personajes inéditos: John Northbrook y Herr Von Hussler. Además, interviene una secretaria de nombre Miss Smythe y se prescinde de la trama de Mr. Dawes Sr.
La adaptación teatral de Mary Poppins conserva la mayoría de las canciones que los hermanos Sherman escribieron para el clásico de Disney, incluyendo «Chim Chim Cher-ee», «The Perfect Nanny», «Jolly Holiday», «A Spoonful of Sugar», «A Man Has Dreams», «Feed the Birds», «Supercalifragilisticexpialidocious», «Let's Go Fly a Kite» y «Step in Time», y deja fuera otras como «Sister Suffragette», «The Life I Lead», «Stay Awake», «I Love to Laugh» o «Fidelity Fiduciary Bank». Varios de los números musicales mantenidos presentan algunas diferencias en su salto a los escenarios:
- «A Spoonful of Sugar» - Originalmente interpretado por Mary Poppins mientras se instala en casa de los Banks, en el musical tiene lugar durante una escena nueva en la que la institutriz ayuda a los niños a arreglar la cocina después de que estos la hayan desordenado por completo. Posteriormente vuelve a escucharse como parte de la canción «Brimstone and Treacle (Part 2)» y en un reprise final a cargo de Bert.

- «Supercalifragilisticexpialidocious» - Originalmente ubicado durante el paseo por el parque, en el musical es trasladado a la tienda de caramelos de Mrs. Corry. La letra es algo distinta e incluye el deletreo vocal y coreográfico de la palabra que le da título. Más tarde se repite cuando George Banks regresa al banco tras el número musical «Anything Can Happen» y en los saludos finales.

- «Feed the Birds» - Originalmente interpretado por Mary Poppins antes de ir con los niños al banco donde trabaja su padre, en el musical es desplazado a la salida de la visita y se convierte en un dueto entre la mujer de los pájaros y la propia Mary Poppins. La melodía de la canción vuelve a escucharse cuando George Banks se dirige por última vez hacia el banco y tiene un encuentro con la mujer de los pájaros, al contrario que en la película, donde se sugiere que ella ha fallecido.

- «Let's Go Fly a Kite» - Originalmente utilizado como número final a cargo de la familia Banks, en el musical tiene lugar cerca del principio del segundo acto y es interpretado por Bert y los niños.

Además de las canciones de los hermanos Sherman, la versión escénica de Mary Poppins también incluye nuevas composiciones de George Stiles y Anthony Drewe como «Cherry Tree Lane», «Precision and Order» (sustituyendo a «The Life I Lead»), «Being Mrs. Banks» (sustituyendo a «Sister Suffragette»), «Temper, Temper» (posteriormente reemplazado por «Playing the Game»), «Brimstone and Treacle», «Good For Nothing» o «Anything Can Happen». Un tema titulado «What I Can Do» fue escrito para el personaje de Winifred Banks, pero finalmente se descartó en favor de «Being Mrs. Banks».

## Números musicales
Producción original del West End
| Acto I - «Chim Chim Cher-ee» - «Cherry Tree Lane (Part 1)» - «The Perfect Nanny» - «Cherry Tree Lane (Part 2)» - «Practically Perfect» - «Chim Chim Cher-ee (All Me Own Work)» * - «Jolly Holiday» - «Cherry Tree Lane (Reprise)» - «Being Mrs. Banks» - «Jolly Holiday (Reprise)» - «Chim Chim Cher-ee (Winds Do Change)» * - «A Spoonful of Sugar» - «Precision and Order» * - «A Man Has Dreams» * - «Feed the Birds» - «Supercalifragilisticexpialidocious» - «Supercalifragilisticexpialidocious (Playoff)» * - «Chim Chim Cher-ee (Twists and Turns)» * - «Temper, Temper» ^ - «Chim Chim Cher-ee (Reprise)» | Acto II - «Entr'acte» - «Cherry Tree Lane (Reprise)» * - «Brimstone and Treacle (Part 1)» - «Let's Go Fly a Kite» - «Good for Nothing» - «Being Mrs. Banks (Reprise)» - «Brimstone and Treacle (Part 2)» - «Practically Perfect (Reprise)» * - «Chim Chim Cher-ee (Reprise)» * - «Step in Time» - «Step in Time (Reprise)» * - «A Man Has Dreams (Reprise)» - «A Spoonful of Sugar (Reprise)» - «Anything Can Happen (Part 1)» - «Feed the Birds (Reprise)» * - «Precision and Order (Reprise)» * - «Supercalifragilisticexpialidocioius (Reprise)» * - «Anything Can Happen (Part 2)» - «A Spoonful of Sugar (Reprise 2)» - «A Shooting Star» |

Este listado de canciones corresponde a la producción original de Londres. En revisiones posteriores el orden es diferente y algunos números musicales cambian.
* Canción no incluida en el álbum del reparto original de Londres.
^ «Temper, Temper» fue reemplazada por «Playing the Game» en todas las producciones a partir de 2009.

## Repartos originales
| Personaje            | West End (2004)                                                                        | Broadway (2006)                                       | Australia (2010)                                                     | México (2012)                                    | West End (2019)                                                            |
| Mary Poppins         | Laura Michelle Kelly                                                                   | Ashley Brown                                          | Verity Hunt-Ballard                                                  | Bianca Marroquín                                 | Zizi Strallen                                                              |
| Bert                 | Gavin Lee                                                                              | Gavin Lee                                             | Matt Lee                                                             | Mauricio Salas                                   | Charlie Stemp                                                              |
| George Banks         | David Haig                                                                             | Daniel Jenkins                                        | Philip Quast                                                         | Paco Morales                                     | Joseph Millson                                                             |
| Winifred Banks       | Linzi Hateley                                                                          | Rebecca Luker                                         | Marina Prior                                                         | Catalina Farías                                  | Amy Griffiths                                                              |
| Miss Andrew          | Rosemary Ashe                                                                          | Ruth Gottschall                                       | Judi Connelli                                                        | Laura Cortés                                     | Claire Moore                                                               |
| Mujer de los pájaros | Julia Sutton                                                                           | Cass Morgan                                           | Debra Byrne                                                          | Laura Cortés                                     | Petula Clark                                                               |
| Mrs. Brill           | Jenny Galloway                                                                         | Jane Carr                                             | Sally Anne Upton                                                     | Alma Cristal                                     | Claire Machin                                                              |
| Robertson Ay         | Gerard Carey                                                                           | Mark Price                                            | Christopher Rickerby                                                 | Andrés Sáez                                      | Jack North                                                                 |
| Mrs. Corry           | Melanie La Barrie                                                                      | Janelle A. Robinson                                   | Leah Howard                                                          | Paloma Cordero                                   | Malinda Parris                                                             |
| Almirante Boom       | Ian Burford                                                                            | Michael McCarty                                       | David Henry                                                          | Sergio Carranza                                  | Paul F. Monaghan                                                           |
| Jane Banks           | Nicola Bowman Carrie Hope Fletcher Poppy Lee Friar Charlotte Spencer Faye Spittlehouse | Katherine Leigh Doherty Kathryn Faughnan Delaney Moro | Victoria Borcsok Hayley Edwards Zoe Gousmett Scout Hook Sara Reed    | Aminta Ireta Arely Mayer Daniela Meneses         | Adelaide Barham Imogen Bourn Charlotte Breen Ellie Kit Jones Nuala Peberdy |
| Michael Banks        | Jake Catterall Perry Millward Jack Montgomery Harry Stott Ben Watton                   | Matthew Gumley Henry Hodges Alexander Scheitinger     | Mark Balas Callum Hawthorne Trent Heath Kade Hughes Kurtis Papadinis | Óscar Aguilar Osmani Castillo Sebastián Gallegos | Joseph Duffy Samuel Newby Gabriel Payne Edward Walton Fred Wilcox          |

Reemplazos destacados en el West End (2004-2008)
- Mary Poppins: Scarlett Strallen, Lisa O'Hare
- Bert: Gavin Creel

Reemplazos destacados en Broadway (2006-2013)
- Mary Poppins: Scarlett Strallen, Laura Michelle Kelly, Steffanie Leigh
- Bert: Adam Fiorentino, Christian Borle, Nicolas Dromard

Reemplazos destacados en Australia (2010-2012)
- Mary Poppins: Scarlett Strallen, Lisa O'Hare, Rachel Wallace

Reemplazos destacados en el West End (2019-2023)
- Bert: Louis Gaunt

## Grabaciones
Existen varios álbumes grabados en sus respectivos idiomas por los elencos de Londres (2005 y 2019), Países Bajos (2010), Australia (2010), República Checa (2011), Islandia (2013) y Austria (2015). Asimismo, para promocionar el musical en los premios Tony de 2007, la compañía de Broadway editó un EP con las canciones «Practically Perfect», «A Spoonful of Sugar», «Feed the Birds», «Supercalifragilisticexpialidocious», «Chim Chim Cher-ee», «Good For Nothing»/«Being Mrs. Banks» y «Anything Can Happen», además de una versión en solitario de «Feed the Birds» interpretada por Ashley Brown.
El álbum del reparto original londinense incluye la mayoría de los números musicales del espectáculo tal y como fue estrenado, dejando fuera solo algunos breves fragmentos. Todos los cambios y revisiones que se introdujeron después, así como la nueva canción «Playing the Game», están recogidos en grabaciones posteriores.

## Premios y nominaciones

### Producción original del West End
| Año  | Premio        | Categoría                                 | Nominado                     | Resultado |
| ---- | ------------- | ----------------------------------------- | ---------------------------- | --------- |
| 2005 | Olivier Award | Mejor musical nuevo                       | Mejor musical nuevo          | Nominado  |
| 2005 | Olivier Award | Mejor actor en un musical                 | Gavin Lee                    | Nominado  |
| 2005 | Olivier Award | Mejor actriz en un musical                | Laura Michelle Kelly         | Ganadora  |
| 2005 | Olivier Award | Mejor intérprete de reparto en un musical | David Haig                   | Nominado  |
| 2005 | Olivier Award | Mejor dirección                           | Richard Eyre, Matthew Bourne | Nominados |
| 2005 | Olivier Award | Mejor coreografía                         | Matthew Bourne, Stephen Mear | Ganadores |
| 2005 | Olivier Award | Mejor diseño de escenografía              | Bob Crowley                  | Nominado  |
| 2005 | Olivier Award | Mejor diseño de vestuario                 | Bob Crowley                  | Nominado  |
| 2005 | Olivier Award | Mejor diseño de iluminación               | Howard Harrison              | Nominado  |

### Producción original de Broadway
| Año  | Premio           | Categoría                             | Nominado                     | Resultado |
| ---- | ---------------- | ------------------------------------- | ---------------------------- | --------- |
| 2007 | Tony Award       | Mejor musical                         | Mejor musical                | Nominado  |
| 2007 | Tony Award       | Mejor actor principal en un musical   | Gavin Lee                    | Nominado  |
| 2007 | Tony Award       | Mejor actriz de reparto en un musical | Rebecca Luker                | Nominada  |
| 2007 | Tony Award       | Mejor coreografía                     | Matthew Bourne, Stephen Mear | Nominados |
| 2007 | Tony Award       | Mejor diseño de escenografía          | Bob Crowley                  | Ganador   |
| 2007 | Tony Award       | Mejor diseño de vestuario             | Bob Crowley                  | Nominado  |
| 2007 | Tony Award       | Mejor diseño de iluminación           | Howard Harrison              | Nominado  |
| 2007 | Drama Desk Award | Mejor musical                         | Mejor musical                | Nominado  |
| 2007 | Drama Desk Award | Mejor libreto de un musical           | Julian Fellowes              | Nominado  |
| 2007 | Drama Desk Award | Mejor actriz en un musical            | Ashley Brown                 | Nominada  |
| 2007 | Drama Desk Award | Mejor actor de reparto en un musical  | Gavin Lee                    | Ganador   |
| 2007 | Drama Desk Award | Mejor coreografía                     | Matthew Bourne, Stephen Mear | Nominado  |
| 2007 | Drama Desk Award | Mejor diseño de escenografía          | Bob Crowley                  | Ganador   |

### Producción del West End de 2019
| Año  | Premio        | Categoría                             | Nominado                     | Resultado |
| ---- | ------------- | ------------------------------------- | ---------------------------- | --------- |
| 2020 | Olivier Award | Mejor revival de un musical           | Mejor revival de un musical  | Nominado  |
| 2020 | Olivier Award | Mejor actor en un musical             | Charlie Stemp                | Nominado  |
| 2020 | Olivier Award | Mejor actriz en un musical            | Zizi Strallen                | Nominada  |
| 2020 | Olivier Award | Mejor actriz de reparto en un musical | Petula Clark                 | Nominada  |
| 2020 | Olivier Award | Mejor coreografía                     | Matthew Bourne, Stephen Mear | Ganadores |
| 2020 | Olivier Award | Mejor diseño de escenografía          | Bob Crowley                  | Ganador   |